# Перишич, Иван
И́ван Пе́ришич (хорв. Ivan Perišić; род. 2 февраля 1989[…], Сплит) — хорватский футболист, полузащитник клуба ПСВ и  национальной сборной Хорватии. В составе сборной принял участие в четырёх чемпионатах Европы (2012, 2016, 2020 и 2024) и трёх чемпионатах мира (2014, 2018 и 2022). Серебряный призёр чемпионата мира 2018 года. По количеству проведённых матчей и забитых голов входит в тройки лидеров сборной Хорватии.
Начинал заниматься футболом в молодёжной академии «Хайдука», базировавшегося в родном для хорвата городе Сплите. Провёл в академии клуба порядка 11 лет, после чего перешёл во французский «Сошо», за вторую команду которого провёл 36 матчей, отличившись восемью голами. В 2009 году перешёл в бельгийский клуб «Брюгге», в котором ему удалось достичь значительных успехов: он стал лучшим бомбардиром бельгийской Про-лиги и был назван футболистом года в Бельгии (2011) (). Благодаря высокому уровню игры хорвата заметили скауты дортмундской «Боруссии», в составе которой он в итоге и оказался, выиграв Бундеслигу 2011/12 (). В январе 2013 года перебрался в «Вольфсбург». Провёл в клубе два сезона, став обладателем Кубка Германии (). В 2015 году перешёл в миланский «Интер» за 16 миллионов евро (). Сезон 2019/20 провёл в аренде в мюнхенской «Баварии» (). В 2022 году на правах свободного агента перешёл в «Тоттенхэм Хотспур» ().

## Клубная карьера
Первым клубом Ивана стал местный «Хайдук». Считалось, что в будущем он станет дублёром игрока основной команды — Нико Кранчара. Летом 2006 года благодаря стабильным выступлениям за юношескую национальную сборную Перишича заприметили скауты «Андерлехта», «Аякса», «Гамбурга», «Герты» и ПСВ. Позднее поступило предложение от французского клуба «Сошо», от которого Перишич не смог отказаться, переехав во Францию. На выбор игрока оказали влияние финансовые трудности в семье. Так, отец Ивана Анте, владелец птицефабрики, оказался на грани банкротства. Единственным выходом из сложившейся ситуации он видел переезд сына.
Долгое время Иван числился во французской команде, однако играл только за молодёжный клуб и на поле в футболке «Сошо» так и не появился. В январе 2009 года его отправили в аренду в бельгийский клуб «Руселаре». 11 января 2009 года Иван дебютировал за свой новый клуб в Кубке Бельгии, выйдя в основном составе и забив единственный и победный гол в ворота «Брюгге». 17 января дебютировал в чемпионате Бельгии, в гостевом матче против «Кортрейка», который «Руселаре» проиграли со счётом 2:1. В конце сезона 2008/09 Перишич стремился присоединиться к «Андерлехту».

### «Брюгге»
Летом 2009 года вернулся в «Сошо», откуда его выкупил бельгийский «Брюгге», выплатив сумму в 250 тысяч евро и подписав с Иваном трёхлетний контракт. 13 сентября 2009 года дебютировал в составе сине-чёрных в домашнем матче шестого тура сезона 2009/10 против «Генка» (1:1), в котором отличился забитым голом. Всего в сезоне сыграл в 33 играх, забил девять мячей; при этом команда заняла третье место. Сезон 2010/11 стал для «Брюгге» менее удачным, команда заняла четвёртое место, однако индивидуальные показатели Перишича улучшились: с 22 мячами в 37 матчах он стал лучшим бомбардиром чемпионата Бельгии, а также удостоен звания лучшего игрока.

### «Боруссия Дортмунд»
23 мая 2011 года подписал пятилетний контракт с дортмундской «Боруссией», выкупившей права на игрока за 5 млн евро.
5 августа дебютировал за новый клуб в матче против «Гамбурга» (3:1), заменив Криса Лёве на 75-й минуте. 13 сентября 2011 года во время матча Лиги чемпионов против лондонского «Арсенала», выйдя на замену на 69-й минуте, забил эффектный гол дальним ударом с расстояния двадцати метров от ворот. 14 октября забил гол в матче против «Вердера» (2:0). 21 апреля забил гол в матче против мёнхенгладбахской «Боруссии» (2:0), благодаря которому «Дортмунд» стал чемпионом Германии в восьмой раз. Сезон 2012/13 для Перишича начался 22 сентября 2012 года с матча против «Гамбурга» (2:3), в котором он отметился «дублем». Этот сезон для хорвата стал менее удачным, так как Перишич стал гораздо меньше попадать в стартовый состав, из-за чего он сам неоднократно выражал недовольство и обвинял главного тренера команды Юргена Клоппа в наличии «любимчиков» в команде. В ответ Клопп заявил, что Перишич ведёт себя как ребёнок, после чего хорват был оштрафован клубом за свои высказывания.

### «Вольфсбург»
6 января 2013 года было объявлено о переходе Перишича в «Вольфсбург» за 8 миллионов евро. Свой первый гол в составе «волков» он забил 10 января 2013 года, в товарищеском матче против льежского «Стандарта». 19 января дебютировал за «Вольфсбург» в официальном матче против «Штутгарта» (2:0). В марте получил травму колена, из-за которой пропустил больше месяца. В мае вернулся на поле в матче против «Гамбурга» (1:1), выйдя на замену по ходу матча и отличившись голевой передачей. 11 мая 2013 года вышел на поле в матче против дортмундской «Боруссии», в котором отметился «дублем».
3 августа 2013 года забил свой первый за «Вольфсбург» в Кубке Германии, отличившись в матче против «Карлсруэ» (3:1). Завершил сезон 2013/14, имея в своём активе десять мячей в Бундеслиге, став вторым по данному показателю в команде (первое место занял Ивица Олич).

### «Интернационале»
30 августа 2015 года подписал пятилетний контракт с итальянским «Интером», который заплатил за игрока 16 миллионов евро. 10 сентября состоялась презентация игрока, в ходе которой Перишич официально представил свой игровой номер — «44». Три дня спустя дебютировал за новый клуб, отыграв 85 минут в матче против «Милана» (1:0). 4 октября забил свой первый гол в составе «Интера», отличившись с передачи Мауро Икарди в матче против «Сампдории» (1:1). Две недели спустя забил ещё раз, но уже в матче против «Палермо» (1:1). 15 декабря дебютировал в Кубке Италии, забив мяч в домашнем матче 1/8 финала против «Кальяри» (3:0). 7 февраля, на 46-й минуте матча против «Вероны», Перишич вышел на поле и изменил судьбу матча; хорват отдал голевую передачу на Икарди и забил сам, благодаря чему счёт матча стал равным и «Интер» избежал поражения. Свой первый сезон в миланском клубе Перишич закончил, имея в своём активе 37 матчей, из которых 34 — в Серии А, а также стал лучшим ассистентом команды с шестью голевыми передачами.
Сезон 2016/17 начал с матча против «Кьево» (0:2). Первый гол забил в Дерби Италии против «Ювентуса» (2:1). 29 сентября 2016 года вышел на поле на 63-й минуте матча второго тура группового этапа Лиги Европы против пражской «Спарты» (1:3). 8 января 2017 года в первом матче «Интера» в календарном году забил оба гола в выездной игре с «Удинезе» (2:1) и удостоился звания лучшего игрока матча. 5 февраля, в 23-м туре чемпионата Италии против «Ювентуса» (0:1), получил свою первую в карьере красную карточку. По решению Итальянской федерации футбола, дисквалификация первоначально составляла два матча, но после того, как «Интер» обжаловал наказание, она была сокращена до одного матча. 19 февраля в матче против «Болоньи» (1:0) Перишич впервые появился на поле после истечения срока дисквалификации. В своём втором сезоне в «Интере» Иван сыграл в 42 матчах, забил 11 голов и отдал десять голевых передач; это был его самый лучший результат с сезона 2010/11 (тогда хорват выступал в «Брюгге»).
В первом же матче сезона 2017/18 против «Фиорентины» (3:0) забил гол и отдал результативную передачу. Затем отдал две голевые передачи в матче против «Ромы» (3:1). Это была первая победа «Интера» на «Стадио Олимпико» за девять последних лет. 8 сентября подписал новый контракт с «нерадзурри» до июня 2022 года. 30 декабря сыграл в своём сотом матче за «Интер» во всех турнирах. В сезоне 2017/18 провёл 37 матчей, в которых забил 11 мячей.
18 сентября 2018 года сыграл свой первый матч за «Интер» в Лиге чемпионов, выйдя в стартовом составе против «Тоттенхэм Хотспур» (2:1). В январе 2019 года лондонский «Арсенал» пытался подписать Перишича, однако «Интер» заблокировал сделку. Всего в сезоне 2018/19 Иван сыграл в 34 матчах и отметился восьмью голами, стал вторым бомбардиром команды после Мауро Икарди.

#### Аренда в «Баварию»
13 августа 2019 года перешёл из «Интера» в немецкую «Баварию» на правах годичной аренды за 5 миллионов евро с опцией выкупа за 20 миллионов евро. 31 августа забил свой первый гол за «Баварию» в матче против «Майнца» (6:1). 4 февраля 2020 года во время тренировки перед матчем Кубка Германии против «Хоффенхайма» получил перелом правой лодыжки после подката Альваро Одриосолы. В тот же день ему сделали операцию. 17 мая Перишич вернулся на поле, заменив Сержа Гнабри на 85-й минуте матча против «Юнион Берлин», первой игры клуба после паузы в чемпионате, связанной с пандемией COVID-19. 10 июня в полуфинале Кубка Германии забил гол в матче против франкфуртского «Айнтрахта» (2:1). 4 июля в финальном матче против леверкузенского «Байера» (4:2) отдал голевую передачу на Роберта Левандовски, тем самым помог команде оформить золотой дубль.
8 августа забил гол в ответном матче 1/8 финала Лиги чемпионов против «Челси» (4:1). Шесть дней спустя забил в четвертьфинальном матче против «Барселоны» (8:2). 23 августа благодаря победе «Баварии» над «Пари Сен-Жермен» (1:0) стал одиннадцатым хорватом-победителем Лиги чемпионов.

#### Возвращение в «Интернационале»
9 сентября 2020 года стало известно, что по итогам годичной аренды «Бавария» не стала выкупать контракт 31-летнего хорватского игрока; хорватский полузащитник вернулся из аренды в «Баварии» и вновь стал игроком «Интера» (ранее в СМИ появлялась информация о том, что «Интер» и «Бавария» не могут согласовать цену за переход прав на игрока). Позднее, 26 сентября того же года, главный тренер «Интера» Антонио Конте прокомментировал возвращение Перишича и подвёл итог его годичного пребывания в германском суперклубе.
31 октября 2020 года забил свой первый гол в сезоне в домашнем матче против «Пармы» (2:2). 3 ноября забил гол в матче Лиги чемпионов против мадридского «Реала» (2:3). В весенней части сезона Антонио Конте похвалил Перишича за то, что он успешно адаптировался к его системе, перейдя с позиции вингера на позицию крайнего защитника. 2 мая 2021 года, за четыре дня до окончания сезона, «Сассуоло» дома сыграл вничью с «Аталантой» (1:1), что означало, что «Интер» математически обеспечил себе титул чемпиона Италии. «Интер» завоевал первый чемпионский титул с сезона 2009/10, положив конец девятисезонной победной серии «Ювентуса». Титул также стал первым трофеем Перишича в составе «нерадзурри».
11 мая 2022 года в финале Кубка Италии против «Ювентуса» (4:2) оформил дубль в первом тайме дополнительного времени.

### «Тоттенхэм Хотспур»
31 мая 2022 года перешёл в «Тоттенхэм Хотспур» на правах свободного агента, став пятым хорватом в истории клуба. 23 июля сыграл свой первый матч за клуб против «Рейнджерс» (2:1). 6 августа дебютировал в Премьер-лиге, выйдя на замену во втором тайме вместо Райана Сессеньона в домашнем матче против «Саутгемптона» (4:1).

## Карьера в сборной
Выступал за юношескую, юниорскую и молодёжную сборные Хорватии. В 2011 году принимал участие в отборочном турнире чемпионата Европы среди юношей до 21 года, в ходе которого отличился двумя забитыми мячами.
В 2011 году был впервые вызван в основную команду. Дебют в сборной состоялся 26 марта, в гостевом матче отборочного турнира к чемпионату Европы 2012 года против сборной Грузии (0:1). Перишич вышел на поле на 63-й минуте матча, заменив Ивана Ракитича. Играл на Евро-2012, провёл на турнире три матча: против Ирландии, Италии и Испании. 11 сентября 2012 года в отборочном матче чемпионата мира 2014 года в Бразилии против сборной Бельгии (1:1) забил свой первый гол за национальную команду. 14 мая попал в заявку сборной на мундиаль. На турнире сыграл в трёх матчах, в которых забил два гола.
Стал лучшим бомбардиром сборной Хорватии на отборочном этапе чемпионата Европы 2016 года, забив шесть мячей в девяти матчах и позволив Хорватии занять второе место в группе H. Во втором матче группового этапа сборной Хорватии на самом турнире, забил мяч в ворота сборной Чехии (2:2). Пять дней спустя забил победный гол против сборной Испании, который позволил Хорватии выйти из группы с первого места, несмотря на это, в матче 1/8 финала против сборной Португалии (0:1) сборная Хорватии потерпела поражение по итогам дополнительного времени.
На чемпионате мира 2018 года в России Перишич был одним из основных игроков сборной Хорватии. Он забил победный гол в матче группового турнира со сборной Исландии, забил гол и отдал голевую передачу в полуфинале со сборной Англии. Кроме того, отличился голом в финальном матче со сборной Франции, несмотря на это, сборная Хорватии проиграла со счётом 2:4 и стала серебряным призёром турнира.
Во время отборочного турнира чемпионата Европы 2020 года забил три гола — в домашних матчах против Уэльса и Словакии, а также в гостевой игре против словаков. 19 ноября 2019 года впервые появился на поле с капитанской повязкой в товарищеском матче против Грузии (2:1), в котором забил победный гол. 8 сентября 2020 года вновь стал капитаном сборной в матче Лиги наций против сборной Франции (2:4) на «Стад де Франс».
1 июня 2021 года провёл 100-й матч за сборную; в товарищеской игре против сборной Армении (1:1) забил свой 28-й мяч. Вошёл в состав сборной Хорватии на финальный этап чемпионата Европы 2020 года. Забил дважды (в играх против Чехии (1:1) и Шотландии (3:1)) и отдал одну результативную передачу. 27 июня тест на COVID-19 показал положительный результат, в связи с чем участие в плей-офф не принимал.
На чемпионате мира 2022 года в Катаре в матче 1/8 финала Перишич ударом головой с подачи Деяна Ловрена сравнял счёт в игре против сборной Японии (1:1), хорваты затем победили в серии пенальти. Этот гол стал для Перишича 6-м в 14 матчах чемпионатов мира, он догнал лучшего бомбардира в истории сборной Хорватии на чемпионатах мира Давора Шукера, забившего 6 мячей в 1998 году.

## Личная жизнь
Перишич женился на Йосипе в 2012 году, они были знакомы со средней школы. У пары двое детей: сын Леонардо (род. 9 октября 2012 года) и дочь Мануэла (род. 28 июля 2014 года).

## Достижения

### Командные
«Боруссия» (Дортмунд)
- Чемпион Германии: 2011/12[100]
- Обладатель Кубка Германии: 2011/12[100]

«Вольфсбург»
- Обладатель Кубка Германии: 2014/15[101]
- Обладатель Суперкубка Германии: 2015[102]

«Бавария»
- Чемпион Германии: 2019/20[103]
- Обладатель Кубка Германии: 2019/20[104]
- Победитель Лиги чемпионов: 2019/20[105]

«Интернационале»
- Чемпион Италии: 2020/21[106]
- Обладатель Кубка Италии: 2021/22[107]
- Обладатель Суперкубка Италии: 2021

ПСВ
- Чемпион Нидерландов: 2024/25
- Обладатель Суперкубка Нидерландов: 2025

Сборная Хорватии
- Вице-чемпион мира: 2018[108]
- Бронзовый призёр чемпионата мира: 2022[109]

### Личные
- Лучший бомбардир чемпионата Бельгии: 2010/11[110]
- Лучший игрок чемпионата Бельгии: 2010/11[111]
- Лучший игрок сборной Хорватии по версии фан-клуба: 2014[112]
- Автор гола месяца чемпионата Италии: апрель 2022[113]
- Лидер чемпионата мира 2022 года по голевым передачам (вместе с Бруну Фернандешом, Антуаном Гризманном, Лионелем Месси и Харри Кейном — по три ассиста)[114]
- Рекордсмен сборной Хорватии по количеству голов на чемпионатах Европы: 4 гола

### Государственные награды
- Орден Князя Бранимира: 2018[115]

## Статистика выступлений

### Клубная статистика
| Выступление         | Выступление      | Выступление      | Чемпионат | Чемпионат | Кубки | Кубки | Прочие | Прочие | Итого | Итого |
| Клуб                | Лига             | Сезон            | Игры      | Голы      | Игры  | Голы  | Игры   | Голы   | Игры  | Голы  |
| ------------------- | ---------------- | ---------------- | --------- | --------- | ----- | ----- | ------ | ------ | ----- | ----- |
| Сошо B              | Насьональ 3      | 2006/07          | 6         | 0         | 0     | 0     | 0      | 0      | 6     | 0     |
| Сошо B              | Насьональ 3      | 2007/08          | 17        | 6         | 0     | 0     | 0      | 0      | 17    | 6     |
| Сошо B              | Насьональ 3      | 2008/09          | 13        | 2         | 0     | 0     | 0      | 0      | 13    | 2     |
| Сошо B              | Итого            | Итого            | 36        | 8         | 0     | 0     | 0      | 0      | 36    | 8     |
| → Руселаре          | Про-лига         | 2008/09          | 17        | 5         | 2     | 3     | 0      | 0      | 19    | 8     |
| → Руселаре          | Итого            | Итого            | 17        | 5         | 2     | 3     | 0      | 0      | 19    | 8     |
| Брюгге              | Про-лига         | 2009/10          | 33        | 9         | 2     | 0     | 8      | 4      | 43    | 13    |
| Брюгге              | Про-лига         | 2010/11          | 37        | 22        | 1     | 0     | 8      | 0      | 46    | 22    |
| Брюгге              | Итого            | Итого            | 70        | 31        | 3     | 0     | 16     | 4      | 89    | 35    |
| Боруссия (Дортмунд) | Бундеслига       | 2011/12          | 28        | 7         | 7     | 1     | 6      | 1      | 41    | 9     |
| Боруссия (Дортмунд) | Бундеслига       | 2012/13          | 14        | 2         | 4     | 1     | 5      | 0      | 23    | 3     |
| Боруссия (Дортмунд) | Итого            | Итого            | 42        | 9         | 11    | 2     | 11     | 1      | 64    | 12    |
| Вольфсбург          | Бундеслига       | 2012/13          | 11        | 2         | 0     | 0     | 0      | 0      | 11    | 2     |
| Вольфсбург          | Бундеслига       | 2013/14          | 33        | 10        | 5     | 1     | 0      | 0      | 38    | 11    |
| Вольфсбург          | Бундеслига       | 2014/15          | 24        | 5         | 2     | 1     | 9      | 1      | 35    | 7     |
| Вольфсбург          | Бундеслига       | 2015/16          | 2         | 1         | 2     | 0     | 0      | 0      | 4     | 1     |
| Вольфсбург          | Итого            | Итого            | 70        | 18        | 9     | 2     | 9      | 1      | 88    | 21    |
| Интернационале      | Серия А          | 2015/16          | 34        | 7         | 3     | 2     | 0      | 0      | 37    | 9     |
| Интернационале      | Серия А          | 2016/17          | 36        | 11        | 1     | 0     | 5      | 0      | 42    | 11    |
| Интернационале      | Серия А          | 2017/18          | 37        | 11        | 2     | 0     | 0      | 0      | 39    | 11    |
| Интернационале      | Серия А          | 2018/19          | 34        | 8         | 1     | 0     | 10     | 1      | 45    | 9     |
| Интернационале      | Серия А          | 2020/21          | 32        | 4         | 4     | 0     | 6      | 1      | 42    | 5     |
| Интернационале      | Серия А          | 2021/22          | 35        | 8         | 6     | 2     | 8      | 0      | 49    | 10    |
| Интернационале      | Итого            | Итого            | 208       | 49        | 17    | 4     | 29     | 2      | 254   | 55    |
| → Бавария           | Бундеслига       | 2019/20          | 22        | 4         | 3     | 1     | 10     | 3      | 35    | 8     |
| → Бавария           | Итого            | Итого            | 22        | 4         | 3     | 1     | 10     | 3      | 35    | 8     |
| Тоттенхэм Хотспур   | Премьер-лига     | 2022/23          | 34        | 1         | 3     | 0     | 7      | 0      | 44    | 1     |
| Тоттенхэм Хотспур   | Премьер-лига     | 2023/24          | 5         | 0         | 1     | 0     | 0      | 0      | 6     | 0     |
| Тоттенхэм Хотспур   | Итого            | Итого            | 39        | 1         | 4     | 0     | 7      | 0      | 50    | 1     |
| Хайдук (Сплит)      | Первая лига XT   | 2023/24          | 7         | 1         | 1     | 0     | 0      | 0      | 8     | 1     |
| Хайдук (Сплит)      | Первая лига XT   | 2024/25          | 1         | 0         | 0     | 0     | 3      | 0      | 4     | 0     |
| Хайдук (Сплит)      | Итого            | Итого            | 8         | 1         | 1     | 0     | 3      | 0      | 12    | 1     |
| ПСВ                 | Эредивизи        | 2024/25          | 27        | 9         | 4     | 4     | 4      | 3      | 35    | 16    |
| ПСВ                 | Итого            | Итого            | 27        | 9         | 4     | 4     | 4      | 3      | 35    | 16    |
| Всего за карьеру    | Всего за карьеру | Всего за карьеру | 539       | 131       | 54    | 16    | 89     | 14     | 682   | 161   |

1. ↑  Кубок Бельгии, Кубок Германии, Суперкубок Германии, Кубок Италии, Суперкубок Италии, Кубок Английской футбольной лиги.
2. ↑  Лига чемпионов УЕФА, Лига Европы УЕФА.

### Статистика за сборную
| Сборная  | Год   | Матчи | Голы |
| -------- | ----- | ----- | ---- |
| Хорватия | 2011  | 7     | 0    |
| Хорватия | 2012  | 11    | 1    |
| Хорватия | 2013  | 8     | 0    |
| Хорватия | 2014  | 9     | 7    |
| Хорватия | 2015  | 8     | 3    |
| Хорватия | 2016  | 12    | 5    |
| Хорватия | 2017  | 8     | 1    |
| Хорватия | 2018  | 15    | 5    |
| Хорватия | 2019  | 10    | 4    |
| Хорватия | 2020  | 8     | 0    |
| Хорватия | 2021  | 15    | 6    |
| Хорватия | 2022  | 12    | 1    |
| Всего    | Всего | 123   | 33   |

### Список матчей за сборную
| Матчи Ивана Перишича за национальную сборную Хорватии | Матчи Ивана Перишича за национальную сборную Хорватии | Матчи Ивана Перишича за национальную сборную Хорватии | Матчи Ивана Перишича за национальную сборную Хорватии | Матчи Ивана Перишича за национальную сборную Хорватии | Матчи Ивана Перишича за национальную сборную Хорватии | Матчи Ивана Перишича за национальную сборную Хорватии | Матчи Ивана Перишича за национальную сборную Хорватии |
| №                                                     | Дата                                                  | Соперник                                              | Счёт                                                  | Голы                                                  | Карточки                                              | Минуты                                                | Соревнование                                          |
| ----------------------------------------------------- | ----------------------------------------------------- | ----------------------------------------------------- | ----------------------------------------------------- | ----------------------------------------------------- | ----------------------------------------------------- | ----------------------------------------------------- | ----------------------------------------------------- |
| 1                                                     | 26 марта 2011                                         | Грузия                                                | 0:1                                                   | —                                                     | —                                                     | 61'                                                   | Отборочные матчи ЧЕ-2012                              |
| 2                                                     | 29 марта 2011                                         | Франция                                               | 0:0                                                   | —                                                     | —                                                     | 71'                                                   | Товарищеский матч                                     |
| 3                                                     | 3 июня 2011                                           | Грузия                                                | 2:1                                                   | —                                                     | —                                                     | 71'                                                   | Отборочные матчи ЧЕ-2012                              |
| 4                                                     | 2 сентября 2011                                       | Мальта                                                | 3:1                                                   | —                                                     | —                                                     | 67'                                                   | Отборочные матчи ЧЕ-2012                              |
| 5                                                     | 7 октября 2011                                        | Греция                                                | 0:2                                                   | —                                                     | —                                                     | 52'                                                   | Отборочные матчи ЧЕ-2012                              |
| 6                                                     | 11 октября 2011                                       | Латвия                                                | 2:0                                                   | —                                                     | —                                                     | 59'                                                   | Отборочные матчи ЧЕ-2012                              |
| 7                                                     | 15 ноября 2011                                        | Турция                                                | 0:0                                                   | —                                                     | —                                                     | 61'                                                   | Стыковые матчи ЧЕ-2012                                |
| 8                                                     | 29 февраля 2012                                       | Швеция                                                | 1:3                                                   | —                                                     | —                                                     | 67'                                                   | Товарищеский матч                                     |
| 9                                                     | 25 мая 2012                                           | Эстония                                               | 3:1                                                   | —                                                     | —                                                     | 46'                                                   | Товарищеский матч                                     |
| 10                                                    | 2 июня 2012                                           | Норвегия                                              | 1:1                                                   | —                                                     | —                                                     | 63'                                                   | Товарищеский матч                                     |
| 11                                                    | 10 июня 2012                                          | Ирландия                                              | 3:1                                                   | —                                                     | —                                                     | 89'                                                   | ЧЕ-2012. Групповой этап                               |
| 12                                                    | 14 июня 2012                                          | Италия                                                | 1:1                                                   | —                                                     | —                                                     | 68'                                                   | ЧЕ-2012. Групповой этап                               |
| 13                                                    | 18 июня 2012                                          | Испания                                               | 0:1                                                   | —                                                     | —                                                     | 66'                                                   | ЧЕ-2012. Групповой этап                               |
| 14                                                    | 15 августа 2012                                       | Швейцария                                             | 2:4                                                   | —                                                     | —                                                     | 46'                                                   | Товарищеский матч                                     |
| 15                                                    | 7 сентября 2012                                       | Северная Македония                                    | 1:0                                                   | —                                                     | —                                                     | 90'                                                   | Отборочные матчи ЧМ-2014                              |
| 16                                                    | 11 сентября 2012                                      | Бельгия                                               | 1:1                                                   | 6′                                                    | —                                                     | 90'                                                   | Отборочные матчи ЧМ-2014                              |
| 17                                                    | 12 октября 2012                                       | Северная Македония                                    | 2:1                                                   | —                                                     | —                                                     | 90'                                                   | Отборочные матчи ЧМ-2014                              |
| 18                                                    | 16 октября 2012                                       | Уэльс                                                 | 2:0                                                   | —                                                     | —                                                     | 85'                                                   | Отборочные матчи ЧМ-2014                              |
| 19                                                    | 7 июня 2013                                           | Шотландия                                             | 0:1                                                   | —                                                     | —                                                     | 56'                                                   | Отборочные матчи ЧМ-2014                              |
| 20                                                    | 10 июня 2013                                          | Португалия                                            | 0:1                                                   | —                                                     | —                                                     | 73'                                                   | Товарищеский матч                                     |
| 21                                                    | 6 сентября 2013                                       | Сербия                                                | 1:1                                                   | —                                                     | —                                                     | 57'                                                   | Отборочные матчи ЧМ-2014                              |
| 22                                                    | 10 сентября 2013                                      | Республика Корея                                      | 2:1                                                   | —                                                     | 74'                                                   | 81'                                                   | Товарищеский матч                                     |
| 23                                                    | 11 октября 2013                                       | Бельгия                                               | 1:2                                                   | —                                                     | —                                                     | 46'                                                   | Отборочные матчи ЧМ-2014                              |
| 24                                                    | 15 октября 2013                                       | Шотландия                                             | 0:2                                                   | —                                                     | —                                                     | 68'                                                   | Отборочные матчи ЧМ-2014                              |
| 25                                                    | 15 ноября 2013                                        | Исландия                                              | 0:0                                                   | —                                                     | —                                                     | 90'                                                   | Стыковые матчи ЧМ-2014                                |
| 26                                                    | 19 ноября 2013                                        | Исландия                                              | 2:0                                                   | —                                                     | —                                                     | 90'                                                   | Стыковые матчи ЧМ-2014                                |
| 27                                                    | 5 марта 2014                                          | Швейцария                                             | 2:2                                                   | —                                                     | —                                                     | 75'                                                   | Товарищеский матч                                     |
| 28                                                    | 31 мая 2014                                           | Мали                                                  | 2:1                                                   | 15′, 63′                                              | —                                                     | 67'                                                   | Товарищеский матч                                     |
| 29                                                    | 6 июня 2014                                           | Австралия                                             | 1:0                                                   | —                                                     | —                                                     | 66'                                                   | Товарищеский матч                                     |
| 30                                                    | 12 июня 2014                                          | Бразилия                                              | 1:3                                                   | —                                                     | —                                                     | 90'                                                   | ЧМ-2014. Групповой этап                               |
| 31                                                    | 18 июня 2014                                          | Камерун                                               | 4:0                                                   | 48′                                                   | —                                                     | 78'                                                   | ЧМ-2014. Групповой этап                               |
| 32                                                    | 23 июня 2014                                          | Мексика                                               | 1:3                                                   | 87′                                                   | —                                                     | 90'                                                   | ЧМ-2014. Групповой этап                               |
| 33                                                    | 10 октября 2014                                       | Болгария                                              | 1:0                                                   | —                                                     | —                                                     | 90'                                                   | Отборочные матчи ЧЕ-2016                              |
| 34                                                    | 13 октября 2014                                       | Азербайджан                                           | 6:0                                                   | 34′, 45′                                              | —                                                     | 24'                                                   | Отборочные матчи ЧЕ-2016                              |
| 35                                                    | 16 ноября 2014                                        | Италия                                                | 1:1                                                   | 15′                                                   | 65'                                                   | 90'                                                   | Отборочные матчи ЧЕ-2016                              |
| 36                                                    | 28 марта 2015                                         | Норвегия                                              | 5:1                                                   | 54′                                                   | —                                                     | 90'                                                   | Отборочные матчи ЧЕ-2016                              |
| 37                                                    | 7 июня 2015                                           | Гибралтар                                             | 4:0                                                   | —                                                     | —                                                     | 57'                                                   | Товарищеский матч                                     |
| 38                                                    | 12 июня 2015                                          | Италия                                                | 1:1                                                   | —                                                     | —                                                     | 90'                                                   | Отборочные матчи ЧЕ-2016                              |
| 39                                                    | 3 сентября 2015                                       | Азербайджан                                           | 0:0                                                   | —                                                     | —                                                     | 83'                                                   | Отборочные матчи ЧЕ-2016                              |
| 40                                                    | 6 сентября 2015                                       | Норвегия                                              | 0:2                                                   | —                                                     | —                                                     | 90'                                                   | Отборочные матчи ЧЕ-2016                              |
| 41                                                    | 10 октября 2015                                       | Болгария                                              | 3:0                                                   | 2′                                                    | 86'                                                   | 90'                                                   | Отборочные матчи ЧЕ-2016                              |
| 42                                                    | 13 октября 2015                                       | Мальта                                                | 1:0                                                   | 25′                                                   | 90+2'                                                 | 90'                                                   | Отборочные матчи ЧЕ-2016                              |
| 43                                                    | 17 ноября 2015                                        | Россия                                                | 3:1                                                   | —                                                     | 29'                                                   | 90'                                                   | Товарищеский матч                                     |
| 44                                                    | 23 марта 2016                                         | Израиль                                               | 2:0                                                   | 4′                                                    | —                                                     | 90'                                                   | Товарищеский матч                                     |
| 45                                                    | 26 марта 2016                                         | Венгрия                                               | 1:1                                                   | —                                                     | —                                                     | 90'                                                   | Товарищеский матч                                     |
| 46                                                    | 27 мая 2016                                           | Молдова                                               | 1:0                                                   | —                                                     | —                                                     | 46'                                                   | Товарищеский матч                                     |
| 47                                                    | 4 июня 2016                                           | Сан-Марино                                            | 10:0                                                  | 40′                                                   | —                                                     | 90'                                                   | Товарищеский матч                                     |
| 48                                                    | 12 июня 2016                                          | Турция                                                | 1:0                                                   | —                                                     | —                                                     | 87'                                                   | ЧЕ-2016. Групповой этап                               |
| 49                                                    | 17 июня 2016                                          | Чехия                                                 | 2:2                                                   | 37′                                                   | —                                                     | 90'                                                   | ЧЕ-2016. Групповой этап                               |
| 50                                                    | 21 июня 2016                                          | Испания                                               | 2:1                                                   | 87′                                                   | 89'                                                   | 90+3'                                                 | ЧЕ-2016. Групповой этап                               |
| 51                                                    | 25 июня 2016                                          | Португалия                                            | 0:1                                                   | —                                                     | —                                                     | 120'                                                  | ЧЕ-2016. 1/8 финала                                   |
| 52                                                    | 5 сентября 2016                                       | Турция                                                | 1:1                                                   | —                                                     | —                                                     | 90'                                                   | Отборочные матчи ЧМ-2018                              |
| 53                                                    | 6 октября 2016                                        | Косово                                                | 6:0                                                   | 83′                                                   | —                                                     | 90'                                                   | Отборочные матчи ЧМ-2018                              |
| 54                                                    | 9 октября 2016                                        | Финляндия                                             | 1:0                                                   | —                                                     | —                                                     | 90'                                                   | Отборочные матчи ЧМ-2018                              |
| 55                                                    | 12 ноября 2016                                        | Исландия                                              | 2:0                                                   | —                                                     | 90+4'                                                 | 90'                                                   | Отборочные матчи ЧМ-2018                              |
| 56                                                    | 28 марта 2017                                         | Эстония                                               | 0:3                                                   | —                                                     | —                                                     | 90'                                                   | Товарищеский матч                                     |
| 57                                                    | 11 июня 2017                                          | Исландия                                              | 0:1                                                   | —                                                     | —                                                     | 90'                                                   | Отборочные матчи ЧМ-2018                              |
| 58                                                    | 3 сентября 2017                                       | Косово                                                | 1:0                                                   | —                                                     | —                                                     | 90'                                                   | Отборочные матчи ЧМ-2018                              |
| 59                                                    | 5 сентября 2017                                       | Турция                                                | 0:1                                                   | —                                                     | 66'                                                   | 90'                                                   | Отборочные матчи ЧМ-2018                              |
| 60                                                    | 6 октября 2017                                        | Финляндия                                             | 1:1                                                   | —                                                     | —                                                     | 90'                                                   | Отборочные матчи ЧМ-2018                              |
| 61                                                    | 9 октября 2017                                        | Украина                                               | 2:0                                                   | —                                                     | —                                                     | 90'                                                   | Отборочные матчи ЧМ-2018                              |
| 62                                                    | 9 ноября 2017                                         | Греция                                                | 4:1                                                   | 33′                                                   | —                                                     | 90'                                                   | Отборочные матчи ЧМ-2018                              |
| 63                                                    | 12 ноября 2017                                        | Греция                                                | 0:0                                                   | —                                                     | —                                                     | 86'                                                   | Отборочные матчи ЧМ-2018                              |
| 64                                                    | 23 марта 2018                                         | Перу                                                  | 0:2                                                   | —                                                     | —                                                     | 77'                                                   | Товарищеский матч                                     |
| 65                                                    | 3 июня 2018                                           | Бразилия                                              | 0:2                                                   | —                                                     | 38'                                                   | 90'                                                   | Товарищеский матч                                     |
| 66                                                    | 8 июня 2018                                           | Сенегал                                               | 2:1                                                   | 63′                                                   | —                                                     | 90'                                                   | Товарищеский матч                                     |
| 67                                                    | 16 июня 2018                                          | Нигерия                                               | 2:0                                                   | —                                                     | —                                                     | 90'                                                   | ЧМ-2018. Групповой этап                               |
| 68                                                    | 21 июня 2018                                          | Аргентина                                             | 3:0                                                   | —                                                     | —                                                     | 82'                                                   | ЧМ-2018. Групповой этап                               |
| 69                                                    | 26 июня 2018                                          | Исландия                                              | 2:1                                                   | 90′                                                   | —                                                     | 90'                                                   | ЧМ-2018. Групповой этап                               |
| 70                                                    | 1 июля 2018                                           | Дания                                                 | 1:1 (3:2)                                             | —                                                     | —                                                     | 97'                                                   | ЧМ-2018. 1/8 финала                                   |
| 71                                                    | 7 июля 2018                                           | Россия                                                | 2:2 (4:3)                                             | —                                                     | —                                                     | 63'                                                   | ЧМ-2018. 1/4 финала                                   |
| 72                                                    | 11 июля 2018                                          | Англия                                                | 2:1                                                   | 68′                                                   | —                                                     | 120'                                                  | ЧМ-2018. 1/2 финала                                   |
| 73                                                    | 15 июля 2018                                          | Франция                                               | 2:4                                                   | 28′                                                   | —                                                     | 90'                                                   | ЧМ-2018. Финал                                        |
| 74                                                    | 6 сентября 2018                                       | Португалия                                            | 1:1                                                   | 18′                                                   | 30'                                                   | 63'                                                   | Товарищеский матч                                     |
| 75                                                    | 11 сентября 2018                                      | Испания                                               | 0:6                                                   | —                                                     | —                                                     | 90'                                                   | Лига наций УЕФА 2018/19. Групповой этап               |
| 76                                                    | 12 октября 2018                                       | Англия                                                | 0:0                                                   | —                                                     | —                                                     | 68'                                                   | Лига наций УЕФА 2018/19. Групповой этап               |
| 77                                                    | 15 ноября 2018                                        | Испания                                               | 3:2                                                   | —                                                     | 88'                                                   | 90'                                                   | Лига наций УЕФА 2018/19. Групповой этап               |
| 78                                                    | 18 ноября 2018                                        | Англия                                                | 1:2                                                   | —                                                     | —                                                     | 90'                                                   | Лига наций УЕФА 2018/19. Групповой этап               |
| 79                                                    | 21 марта 2019                                         | Азербайджан                                           | 2:1                                                   | —                                                     | —                                                     | 90'                                                   | Отборочные матчи ЧЕ-2020                              |
| 80                                                    | 24 марта 2019                                         | Венгрия                                               | 1:2                                                   | —                                                     | —                                                     | 90'                                                   | Отборочные матчи ЧЕ-2020                              |
| 81                                                    | 8 июня 2019                                           | Уэльс                                                 | 2:1                                                   | 48′                                                   | —                                                     | 90+3'                                                 | Отборочные матчи ЧЕ-2020                              |
| 82                                                    | 11 июня 2019                                          | Тунис                                                 | 1:2                                                   | —                                                     | —                                                     | 55'                                                   | Товарищеский матч                                     |
| 83                                                    | 6 сентября 2019                                       | Словакия                                              | 4:0                                                   | 46′                                                   | —                                                     | 90'                                                   | Отборочные матчи ЧЕ-2020                              |
| 84                                                    | 9 сентября 2019                                       | Азербайджан                                           | 1:1                                                   | —                                                     | —                                                     | 90'                                                   | Отборочные матчи ЧЕ-2020                              |
| 85                                                    | 10 октября 2019                                       | Венгрия                                               | 3:0                                                   | —                                                     | —                                                     | 60'                                                   | Отборочные матчи ЧЕ-2020                              |
| 86                                                    | 13 октября 2019                                       | Уэльс                                                 | 1:1                                                   | —                                                     | —                                                     | 90'                                                   | Отборочные матчи ЧЕ-2020                              |
| 87                                                    | 16 ноября 2019                                        | Словакия                                              | 3:1                                                   | 74′                                                   | —                                                     | 82'                                                   | Отборочные матчи ЧЕ-2020                              |
| 88                                                    | 19 ноября 2019                                        | Грузия                                                | 2:1                                                   | 53′                                                   | —                                                     | 90'                                                   | Товарищеский матч                                     |
| 89                                                    | 5 сентября 2020                                       | Португалия                                            | 1:4                                                   | —                                                     | —                                                     | 61'                                                   | Лига наций УЕФА 2020/21. Групповой этап               |
| 90                                                    | 8 сентября 2020                                       | Франция                                               | 2:4                                                   | —                                                     | —                                                     | 66'                                                   | Лига наций УЕФА 2020/21. Групповой этап               |
| 91                                                    | 7 октября 2020                                        | Швейцария                                             | 2:1                                                   | —                                                     | —                                                     | 75'                                                   | Товарищеский матч                                     |
| 92                                                    | 11 октября 2020                                       | Швеция                                                | 2:1                                                   | —                                                     | —                                                     | 85'                                                   | Лига наций УЕФА 2020/21. Групповой этап               |
| 93                                                    | 14 октября 2020                                       | Франция                                               | 1:2                                                   | —                                                     | —                                                     | 78'                                                   | Лига наций УЕФА 2020/21. Групповой этап               |
| 94                                                    | 11 ноября 2020                                        | Турция                                                | 3:3                                                   | —                                                     | 86'                                                   | 60'                                                   | Товарищеский матч                                     |
| 95                                                    | 14 ноября 2020                                        | Швеция                                                | 1:2                                                   | —                                                     | —                                                     | 90'                                                   | Лига наций УЕФА 2020/21. Групповой этап               |
| 96                                                    | 17 ноября 2020                                        | Португалия                                            | 2:3                                                   | —                                                     | 57'                                                   | 90'                                                   | Лига наций УЕФА 2020/21. Групповой этап               |
| 97                                                    | 24 марта 2021                                         | Словения                                              | 0:1                                                   | —                                                     | —                                                     | 90'                                                   | Отборочные матчи ЧМ-2022                              |
| 98                                                    | 27 марта 2021                                         | Кипр                                                  | 1:0                                                   | —                                                     | 69'                                                   | 76'                                                   | Отборочные матчи ЧМ-2022                              |
| 99                                                    | 30 марта 2021                                         | Мальта                                                | 3:0                                                   | 62′                                                   | —                                                     | 54'                                                   | Отборочные матчи ЧМ-2022                              |
| 100                                                   | 1 июня 2021                                           | Армения                                               | 1:1                                                   | 24′                                                   | —                                                     | 61'                                                   | Товарищеский матч                                     |
| 101                                                   | 6 июня 2021                                           | Бельгия                                               | 0:1                                                   | —                                                     | —                                                     | 80'                                                   | Товарищеский матч                                     |
| 102                                                   | 13 июня 2021                                          | Англия                                                | 0:1                                                   | —                                                     | —                                                     | 90'                                                   | ЧЕ-2020. Групповой этап                               |
| 103                                                   | 18 июня 2021                                          | Чехия                                                 | 1:1                                                   | 47′                                                   | —                                                     | 90'                                                   | ЧЕ-2020. Групповой этап                               |
| 104                                                   | 22 июня 2021                                          | Шотландия                                             | 3:1                                                   | 77′                                                   | —                                                     | 81'                                                   | ЧЕ-2020. Групповой этап                               |
| 105                                                   | 1 сентября 2021                                       | Россия                                                | 0:0                                                   | —                                                     | —                                                     | 75'                                                   | Отборочные матчи ЧМ-2022                              |
| 106                                                   | 4 сентября 2021                                       | Словакия                                              | 1:0                                                   | —                                                     | —                                                     | 55'                                                   | Отборочные матчи ЧМ-2022                              |
| 107                                                   | 7 сентября 2021                                       | Словения                                              | 3:0                                                   | —                                                     | —                                                     | 86'                                                   | Отборочные матчи ЧМ-2022                              |
| 108                                                   | 8 октября 2021                                        | Кипр                                                  | 3:0                                                   | 47′                                                   | —                                                     | 90'                                                   | Отборочные матчи ЧМ-2022                              |
| 109                                                   | 11 октября 2021                                       | Словакия                                              | 2:2                                                   | —                                                     | —                                                     | 90'                                                   | Отборочные матчи ЧМ-2022                              |
| 110                                                   | 11 ноября 2021                                        | Мальта                                                | 7:1                                                   | 6′                                                    | —                                                     | 54'                                                   | Отборочные матчи ЧМ-2022                              |
| 111                                                   | 14 ноября 2021                                        | Россия                                                | 1:0                                                   | —                                                     | —                                                     | 90'                                                   | Отборочные матчи ЧМ-2022                              |
| 112                                                   | 26 марта 2022                                         | Словения                                              | 1:1                                                   | —                                                     | 72'                                                   | 73'                                                   | Товарищеский матч                                     |
| 113                                                   | 29 марта 2022                                         | Болгария                                              | 2:1                                                   | —                                                     | —                                                     | 46'                                                   | Товарищеский матч                                     |
| 114                                                   | 22 сентября 2022                                      | Дания                                                 | 2:1                                                   | —                                                     | 36'                                                   | 71'                                                   | Лига наций УЕФА 2022/23. Групповой этап               |
| 115                                                   | 25 сентября 2022                                      | Австрия                                               | 3:1                                                   | —                                                     | 48'                                                   | 90'                                                   | Лига наций УЕФА 2022/23. Групповой этап               |
| 116                                                   | 16 ноября 2022                                        | Саудовская Аравия                                     | 1:0                                                   | —                                                     | —                                                     | 65'                                                   | Товарищеский матч                                     |
| 117                                                   | 23 ноября 2022                                        | Марокко                                               | 0:0                                                   | —                                                     | —                                                     | 90'                                                   | ЧМ-2022. Групповой этап                               |
| 118                                                   | 27 ноября 2022                                        | Канада                                                | 4:1                                                   | —                                                     | —                                                     | 86'                                                   | ЧМ-2022. Групповой этап                               |
| 119                                                   | 1 декабря 2022                                        | Бельгия                                               | 0:0                                                   | —                                                     | —                                                     | 90'                                                   | ЧМ-2022. Групповой этап                               |
| 120                                                   | 5 декабря 2022                                        | Япония                                                | 1:1 (3:1)                                             | 55′                                                   | —                                                     | 106'                                                  | ЧМ-2022. 1/8 финала                                   |
| 121                                                   | 9 декабря 2022                                        | Бразилия                                              | 1:1 (4:2)                                             | —                                                     | —                                                     | 90'                                                   | ЧМ-2022. 1/4 финала                                   |
| 122                                                   | 13 декабря 2022                                       | Аргентина                                             | 0:3                                                   | —                                                     | —                                                     | 90'                                                   | ЧМ-2022. 1/2 финала                                   |
| 123                                                   | 17 декабря 2022                                       | Марокко                                               | 2:1                                                   | —                                                     | —                                                     | 90'                                                   | ЧМ-2022. Матч за 3-е место                            |

Итого: 123 матча / 33 гола; 63 победы, 28 ничьих, 32 поражения.